# 凧形二十四面体
凧形二十四面体（たこがたにじゅうしめんたい、英: deltoidal icositetrahedron）とは、カタランの立体の一種で、斜方立方八面体の双対多面体である。菱形十二面体の各面の中心を持ち上げ、隣り合う三角形同士が同一平面上となるようにしたような形にもなっているが、正確ではない。

## 性質
- 構成面となる凧形の形状
  - 3つの角が等しい。
  - 鈍角の角度: 約115.26°
  - 鋭角の角度: 約81.58°
  - 短い辺 : 長い辺 = {\displaystyle 1:{\begin{matrix}{\frac {4-{\sqrt {2}}\ }{2}}\end{matrix}}}
- 立体二面角はすべて138.12°
- 上半分を45度ひねるとミラーの立体の双対である擬凧形二十四面体（英語版）となる。

## 鉱物結晶
鉱物の柘榴石にこの形状によく似た結晶を形作るものがある。結晶学では偏方二十四面体（へんぽうにじゅうしめんたい、英: trapezohedron）、四辺三・八面体（しへんさんはちめんたい、英: tetragonal trioctahedron）と呼ばれることが多い。
また、結晶学で偏方二十四面体を意味する英語名称 trapezohedron は、数学ではねじれ双角錐を意味する為、英文の際、紛らわしい。
ミラーの面指数は、(211)である。
立体二面角は、138.81°（長辺を挟む角度）と 146.45°（短辺を挟む角度）の２種類がある。
カタラン立体としての凧形二十四面体とは異なることに注意が必要である。

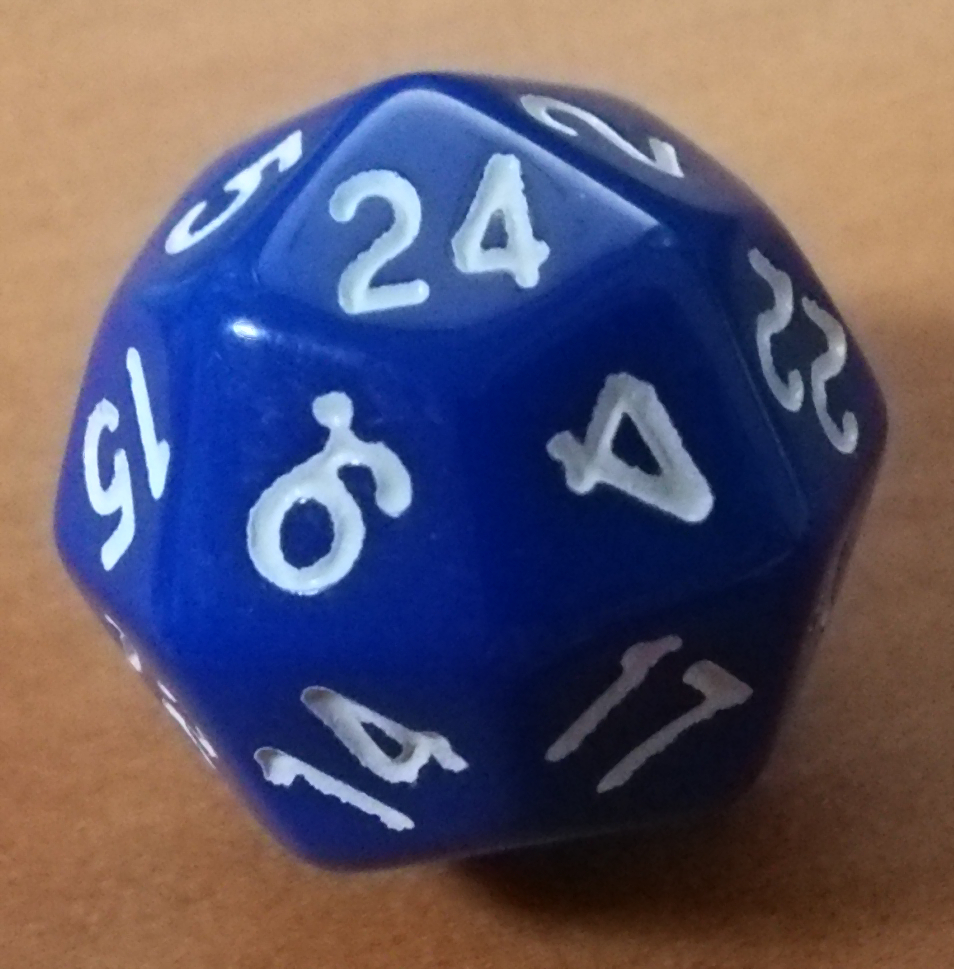
凧形二十四面体のサイコロ
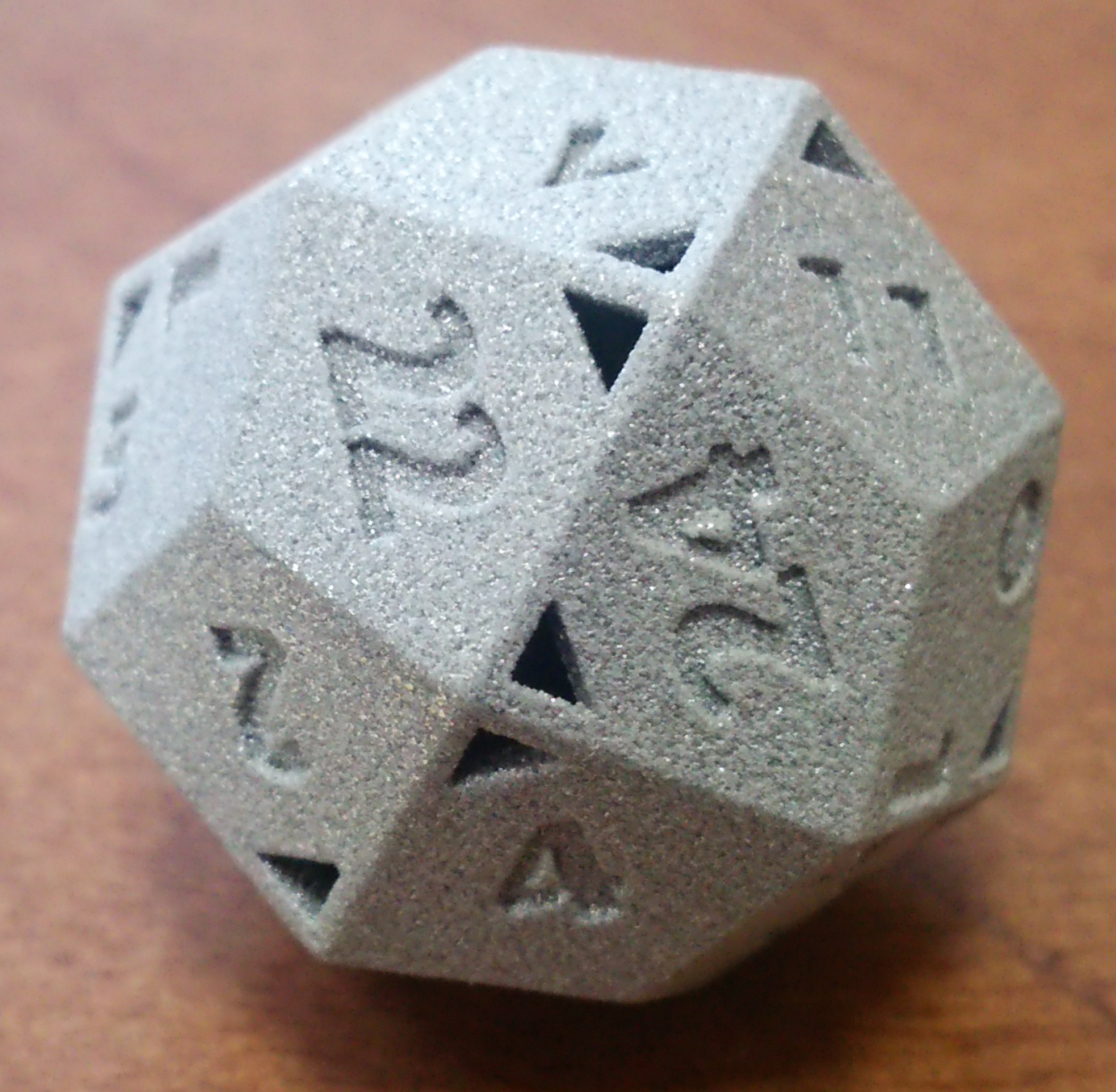
擬凧形二十四面体のサイコロ

## 近縁な立体

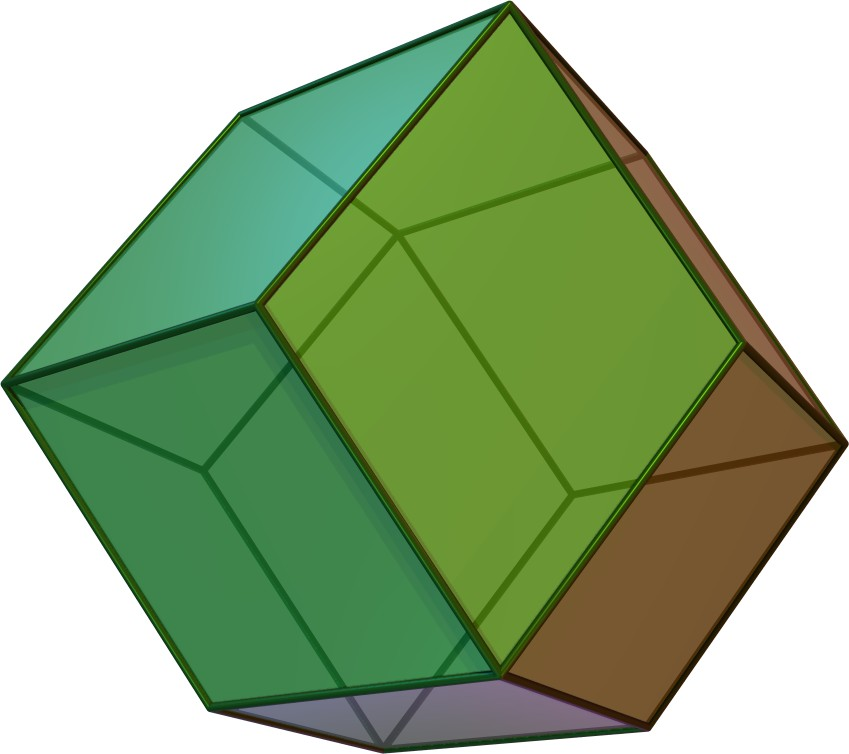
菱形十二面体 （ベースの形）
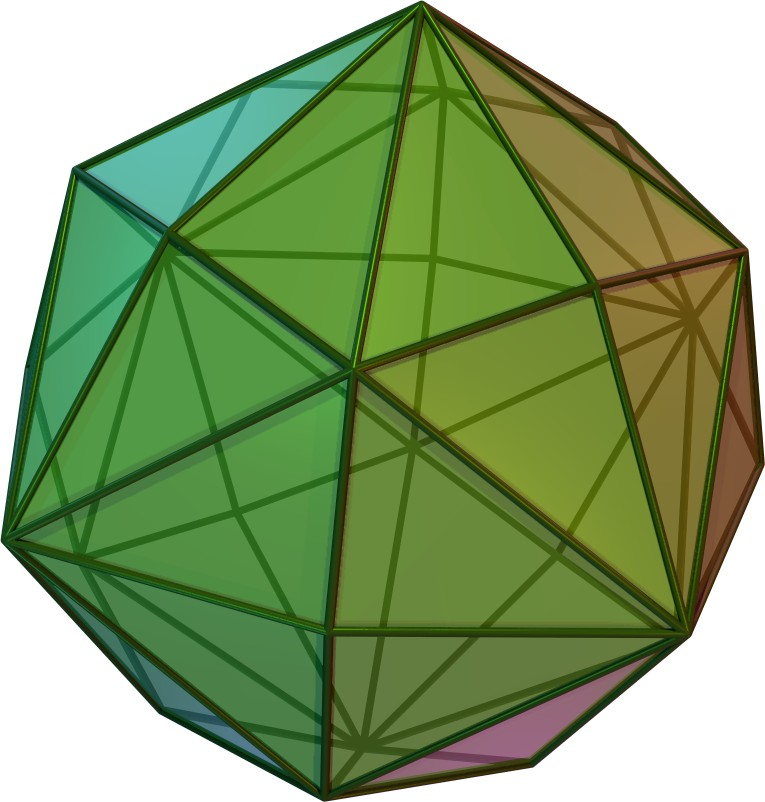
六方八面体 （菱形十二面体からの変形の中間段階にあたる）
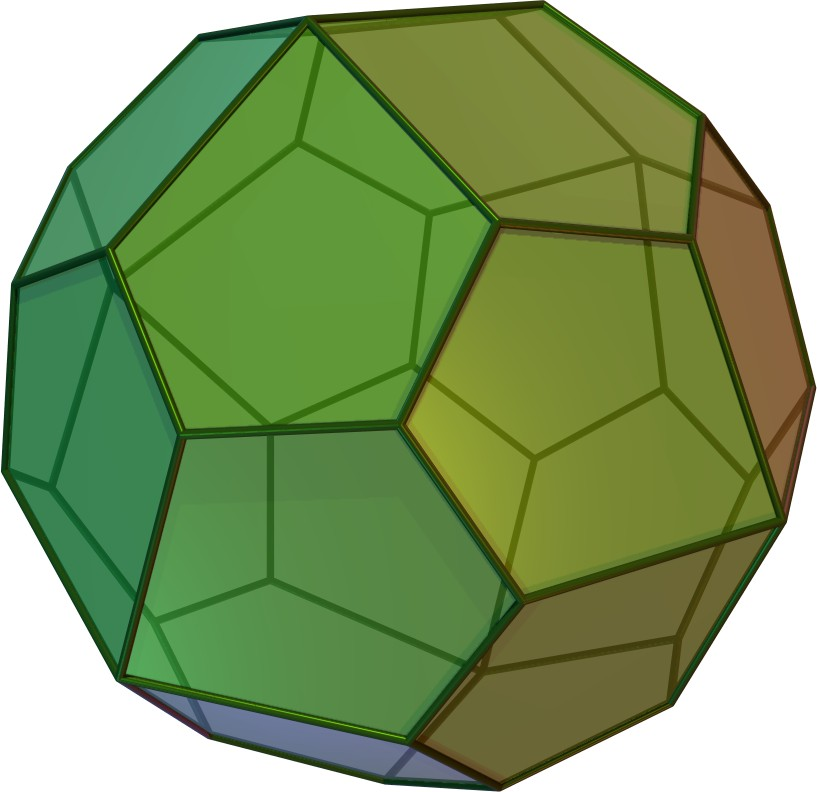
五角二十四面体 （凧形を五角形に置き換える）
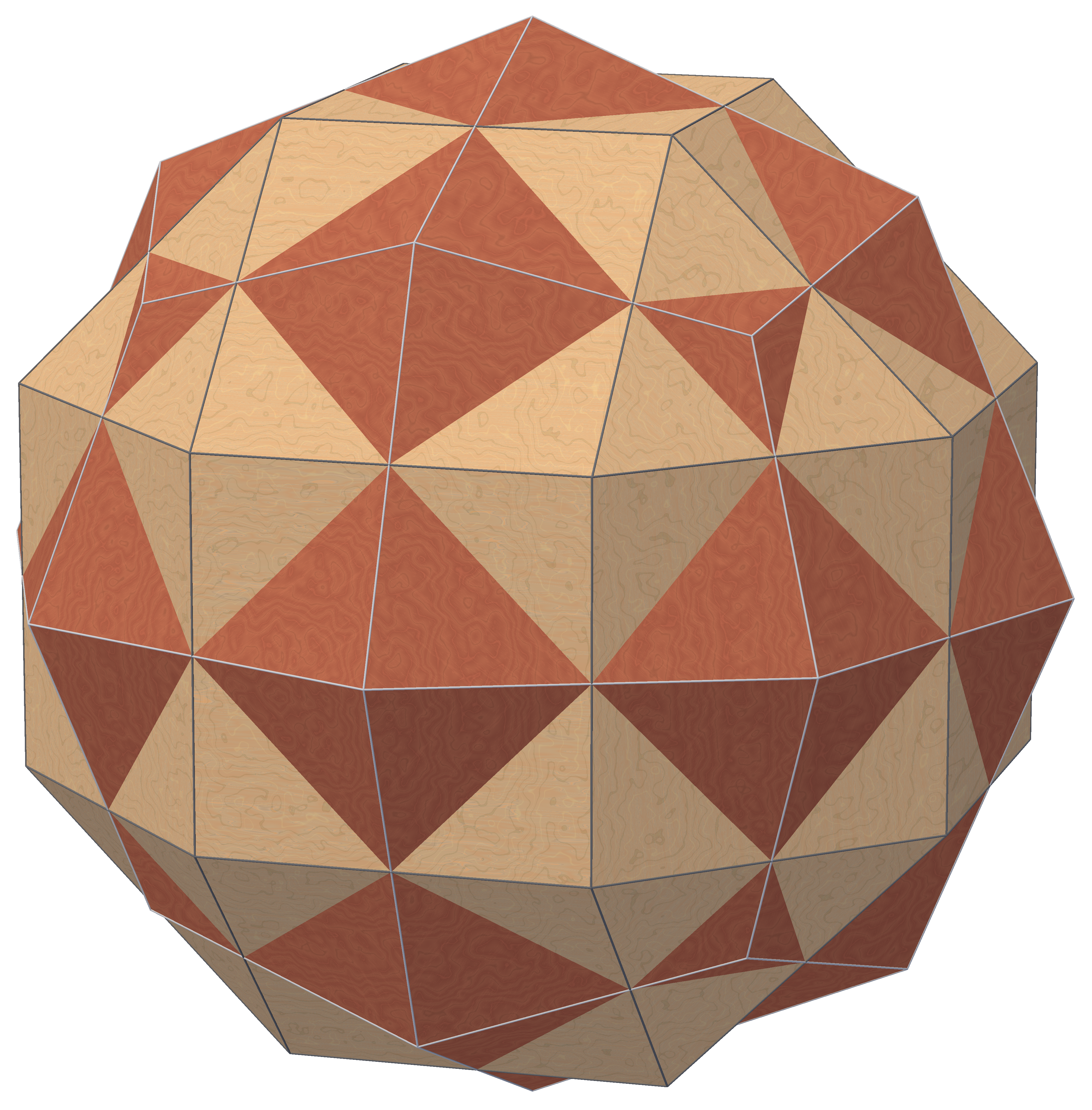
斜方立方八面体と凧形二十四面体による複合多面体